# Personnages de Summer Break Stories
 (décembre 2014).
Si vous disposez d'ouvrages ou d'articles de référence ou si vous connaissez des sites web de qualité traitant du thème abordé ici, merci de compléter l'article en donnant les références utiles à sa vérifiabilité et en les liant à la section « Notes et références ».
 (décembre 2014).
- Si vous ne connaissez pas le sujet, laissez ce bandeau (vous pouvez alors contacter les auteurs).
- Si vous supprimez le contenu mis en cause (vous pouvez préalablement contacter les auteurs),

argumentez précisément cette suppression dans la page de discussion
(un manque de référence n'est pas un argument ; une recherche réelle de référence doit avoir été effectuée, être formellement documentée).
Cet article présente les personnages de la série télévisée israélienne Summer Break Stories.

## Personnages principaux
Tamara Golan (Interprétée par Lihi Kornowski)
Fille de David et Célia et sœur de Daniel. Tamara est une jeune fille passionnée de danse. Ses meilleures amies sont Eleonor, Daphné et Dana. Elle est en couple avec Jo. Elle travaille quelque temps au Milkshake. Elle est la cousine de Karine. Son professeur de danse s'appelle Mika. Au début de la saison 1, elle était la baby-sitter de Moochie, le frère cadet de Jo.
Eleonor Wexler (Interprétée par Gaya Gur Arie)
Sœur jumelle de Tom, un chanteur talentueux. Elle est la meilleure amie de Daphné, Tamara et Dana. Elle aime tout organiser. Elle est très vite engagée au Milkshake où elle rencontre Jo, le garçon dont elle tombe amoureuse. Mais Jo est tombé amoureux de Tamara. Puis elle ment à ses copines qu'elle a oublié Jo et qu'elle est en couple avec un DJ. Elle est la plus intelligente du groupe. Au milieu de la saison 1, elle rencontre Dylan et commence à sortir avec lui. Pendant quelque temps, elle travaille au café Nona mais démissionne très vite car le Milkshake compte beaucoup pour elle.
Daphné Carmon (Interprétée par Carmel Lotan)
Meilleure amie de Tamara, Eleonor et Dana. Daphné est une chanteuse très talentueuse qui chante dans les rues aux côtés de son meilleur ami Tom, le frère jumeau de Eleonor. Elle se fait très vite remarquer par Sharon Dagan, agent de Dean Lahav, chanteur à succès. Elle devient très vite une star grâce à son single Lune Brisée qu'elle a co-écrit avec Tom. En devenant une star, elle oublie un peu ses amis. Elle tombe amoureuse de Dean Lahav. Ils sont en couple pendant un moment mais quand Sharon le découvre, elle les interdit de se voir.
Dana Treslan (Interprétée par Noel Berkovitch)
Meilleure amie de Tamara, Eleonor et Daphné. Dana part à Milan dès le premier épisode. Elle parle toujours avec les filles sur Internet sur la terrasse de leur immeuble. À Milan, elle fait la rencontre de Francesco qui devient son petit-ami. Dana est une athlète.
Karine Kramer (Interprétée par Michaela Elkin)
Fille de Talia et Noah. Elle est riche et est gâtée mais par la suite elle change. Elle vient de Los Angeles. Elle vient à Tel Aviv pour retrouver son père à l'aide de Tom qui devient par la suite son petit ami. Elle est la cousine de Tamara et vit chez elle. Elle se lie d'amitié avec le reste du groupe, c'est-à-dire avec Eleonor, Daphné et Tamara.
Jo (Interprété par Gefen Barkai)
Jo travaille au Milkshake et fait la rencontre de Eleonor et ils deviennent très vite amis. Eleonor tombe très vite amoureuse de lui sans qu'il ne le sache. Jo tombe amoureux de Tamara et ils se mettent en couple. Il aime le surf. Ses parents sont Micael et Lucy. Il a un frère qui s'appelle Moochie (se prononce Mouki). Le père de Jo a des problèmes de travail et Jo veut que personne ne découvre ça, mais Tom le découvre en l'espionnant et, par la suite, il le révèle à Tamara. Il est aussi ami avec Tom.
Tom Wexler (Interprété par Silvan Presler)
Frère jumeau de Eleonor. Il est un très bon musicien et chanteur. Avant, il chantait dans les rues aux côtés de son ex meilleure amie Daphné, la meilleure amie de Eleonor. Par la suite, il commence à chanter au Milkshake et se fait remarquer par Judy Meyer, l'amie de la mère de Karine. Il tombe amoureux de Karine et ils se mettent en couple. Il aide Karine à retrouver son père.
Zoe (Intérprété par Yulia Plotkin)
Au début de la saison 2, Zoe est arrivée pour travailler au Milkshake, mais elle a commencé à se mettre face à Tamara, à cause d'elle Jo et Tamara vont prendre la lourde décision de rompre ! Elle et son amie Chloé vont faire des coups bas à Tamara et ses amis, elle va donc dire à Chloé de se rapprocher de Jo. Elle aime bien prendre des photos, son rêve est d'être photographe !
Adam / Levy (Intérprété par Jonathan Basan)
Adam est un garçon totalement amoureux d'Eleonor. Levy est lui aussi amoureux de celle-ci qui n'arrive pas à faire son choix, elle choisira Levy.
Chloé (Intérprété par Tara Arckar)
Chloé est la meilleure amie de Zoe. Elle va aussi faire des coups bas, elle va vite fait arrêter, mais Zoe va l'obliger de se rapprocher de Jo, elle va donc le faire.

## Personnages récurrents
Sharon Dagan (Interprétée par Dana Adini)
Productrice de musique de Dean Lahav et Daphné Carmon. Elle a remarqué Daphné qui chantait dans les rues aux côtés de Tom et elle demandé à Daphné de signer un contrat avec elle mais pas à Tom. Grâce à elle, Daphné rencontre Dean, le garçon dont elle va tomber amoureuse. On apprend dans la saison 1 qu'elle a un cousin qui est mannequin et un grand-père de 80 ans qui vivent à Milan.
Dean Lahav (Interprété par Rom Barnea)
Musicien à succès. Daphné est une grande fan de Dean. Son producteur est Sharon Dagan. Dean tombe amoureux de Daphné et lui avoue ses sentiments et Daphné aussi tombe amoureuse de lui et ils sortent ensemble pendant un moment jusqu'à que Sharon découvre qu'ils sortent ensemble et elle leur interdit de se voir. Lors d'un épisode, Dean dit à Daphné qu'il a encore des sentiments pour elle et Daphné dit qu'elle ne ressent pas la même chose que lui (en mentant).
Moochie (Interprété par Gilad Brown)
Son prénom se prononce Mouki. Moochie est le frère cadet de Jo et fils de Micael et Lucy. Il est intelligent et est souvent très utile et quand on lui demande un service, il doit avoir quelque chose en retour. Au début de la saison 1, Tamara est sa baby-sitter.
Célia Golan (Interprétée par Dana Berger)
Mère de Tamara et Daniel, femme de David et tante de Karine. Elle est l'une des seules à savoir où se trouve le père de Karine. Au cours de la première saison, elle tombe enceinte d'un garçon qu'elle va nommer Daniel. Elle enregistre dans son téléphone le numéro de Noah sous le nom de Manuel Cohen et Tom entend tout et le répète à Karine. Pendant un moment, Tamara va croire que ses parents vont divorcer.
David Golan
Père de Tamara et Daniel, mari de Célia et oncle de Karine. Il est l'un des seuls à savoir où se trouve le père de Karine. Au cours de la première saison, sa femme tombe enceinte d'un garçon qu'ils vont nommer Daniel. Pendant un moment, Tamara va croire que ses parents vont divorcer. Il porte des lunettes.
Talia Kramer (Interprétée par Dafna Rechter)
Mère de Karine, ex femme de Noah et tante de Tamara et Daniel. Elle est riche et vit à Los Angeles. À Los Angeles, elle ne voyait pratiquement pas sa fille à cause de son travail. Quand Karine a soi-disant retrouvé son père et qu'il a dit que ce n'était pas son père, Noah a tout de suite appelé Talia pour lui dire que Karine l'a retrouvé et pour cette raison Talia se rend à Tel Aviv. Elle est blonde comme sa fille.
Noah Horowitz (Interprété par Guy Loel)
Père de Karine, ex mari de Talia et oncle de Tamara et Daniel. Noah n'a pas vu sa fille Karine depuis plusieurs années et Karine s'est rendue à Tel Aviv dans le seul but de retrouver son père. En se rendant à Eilat, Karine retrouve son père sans savoir que c'est son père. Noah lui dit qu'il n'a jamais eu de fille (en mentant). Dans les derniers épisodes de la série, Noah arrive, et révèle à Karine les vraies raisons de son absence qui était qu'il était en prison pendant plusieurs années et n'a pas pu la voir.
Micael (Interprété par Aki Avni)
Père de Jo et Moochie et mari de Lucy. Il a des problèmes dans son travail, c'est-à-dire des problèmes financiers et devient très vite très pauvre. Grâce à Jo, Boris l'aide à trouver du travail et il doit construire une pizzeria. Tom découvre que Micael a des problèmes lorsque Jo parle avec Micael et Tom les espionnait et Jo révèle tout à Tom et aussi à Tamara.
Lucy (Interprétée par Michal Yannai)
Mère de Jo et Moochie et femme de Micael. Son mari a des problèmes de travail, c'est-à-dire des problèmes financiers et ils le gardent en secret. Mais Tom le découvre plus tard en espionnant son fils et son mari.
Boris (Interprété par Yaron Brovinsky)
Directeur du Milkshake. Boris est le patron de Eleonor et Jo. Il aide le père de Jo a retrouver du travail : de construire une pizzeria.
Francesco
Francesco est le guide de Dana qui vit à Milan et plus tard, il devient le petit ami de Dana. On ne connaît pas beaucoup de choses sur lui.
Dylan Nissim
Daphné a rencontré Dylan sur son blog grâce un statut qu'Eleonor a écrit et quand il rencontre Eleonor, ils sortent ensemble. Il travaille dans un endroit où on vend des glaces et aime les livres et le cinéma. Ses parents veulent à tout prix qu'il travaille dans la médecine. Il aime le livre Cerise d'automne comme Eleonor.
Romi
Romi est une danseuse et est la partenaire de Tamara. Elle va tout faire pour qu'elle se fasse virer de la danse et, plus tard, elle revient pour essayer de séduire Jo et rendre jalouse Tamara.